# Campeonato Cearense 1950
In 1950 werd het 36ste Campeonato Cearense gespeeld voor clubs uit Braziliaanse staat Ceará. De competitie werd georganiseerd door de FCF en werd gespeeld van 13 augustus 1950 tot 8 april 1951. Ferroviário werd kampioen.
Na zeven wedstrijden werden Porangaba en Volante uitgesloten wegens financiële problemen. Porangaba had zes punten en Volante één, de uitslagen werden geschrapt.

## Eindstand
| Plaats | Club        | Wed.        | W           | G           | V           | Saldo       | Ptn.        |
| ------ | ----------- | ----------- | ----------- | ----------- | ----------- | ----------- | ----------- |
| 1.     | Ferroviário | 10          | 8           | 0           | 2           | 20:5        | 16          |
| 2.     | Fortaleza   | 10          | 6           | 1           | 3           | 21:16       | 13          |
| 3.     | Ceará       | 10          | 5           | 2           | 3           | 21:16       | 12          |
| 4.     | Gentilândia | 10          | 3           | 2           | 5           | 18:23       | 8           |
| 5.     | América     | 10          | 2           | 4           | 4           | 20:25       | 8           |
| 6.     | Nacional    | 10          | 1           | 1           | 8           | 15:30       | 3           |
| 7.     | Porangaba   | Uitgesloten | Uitgesloten | Uitgesloten | Uitgesloten | Uitgesloten | Uitgesloten |
| 8.     | Volante     | Uitgesloten | Uitgesloten | Uitgesloten | Uitgesloten | Uitgesloten | Uitgesloten |

|  | Kampioen    |
|  | Uitgesloten |

### Kampioen
| Campeonato Cearense de 1950     |
| Ceará                           |
| ------------------------------- |
| FERROVIÁRIO Kampioen (2° titel) |